# Ali Chamenei
Sejjed Ali Hosejni Chamenei (pers. ‏سید علی حسینی خامنه‌ای‎; ur. 19 kwietnia 1939 w Meszhedzie) – irański duchowny i polityk. Ajatollah, w latach 1981–1989 prezydent, zaś od 1989 – drugi w historii, po Chomejnim, Najwyższy Przywódca Islamskiej Republiki Iranu.
Działacz religijnej opozycji przeciwko rządom szacha Mohammada Rezy Pahlawiego, następnie jeden z najbliższych współpracowników ajatollaha Ruhollaha Chomejniego podczas irańskiej rewolucji islamskiej.

## Życiorys

### Wczesna działalność
Pochodzi z rodziny szyickiego duchownego pochodzenia azerskiego. Wychowywał się w Meszhedzie. Ukończył islamskie studia w zakresie prawa i teologii, rozpoczynając je w An-Nadżafie, a kontynuując i kończąc w Ghomie, m.in. pod kierunkiem Ruhollaha Chomejniego. Gdy Chomejni musiał opuścić Iran, Chamenei wrócił do Meszhedu. Jeszcze w młodości związał się z religijną opozycją wobec rządów Mohammada Rezy Pahlawiego, której głównym ideologiem był ajatollah Ruhollah Chomejni. W latach 70. XX wieku był kilkakrotnie aresztowany. W latach 1976–1977 razem z Mortezą Motahharim, Mohammadem Behesztim, Alim Akbarem Haszemim Rafsandżanim, Mohammadem Dżawadem Bahonarem, Mohammadem Mofattehem i Mohammadem Rezą Mahdawim Kanim był wśród twórców Stowarzyszenia Duchowieństwa Walczącego, które miało budować poparcie dla ruchu na rzecz rewolucji islamskiej, według koncepcji ajatollaha Ruhollaha Chomejniego, przejmując faktyczną kontrolę nad meczetami, szkołami religijnymi i stowarzyszeniami religijnymi. Odegrały one później znaczącą rolę podczas rewolucji islamskiej. Działał również w kołach literackich i teologicznych, zajmując się pisaniem tekstów religijnych i tłumaczeniem ich z języka arabskiego na perski. W lecie 1978 został aresztowany po raz kolejny.

### Rewolucja islamska

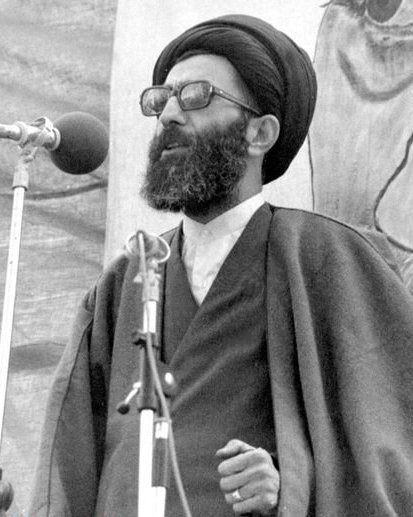
Ali Chamenei w 1979

W czasie rewolucji islamskiej był członkiem Rady Rewolucyjnej, a następnie wszedł do kierownictwa Partii Republiki Islamskiej. Był bliskim współpracownikiem Chomejniego, który dla podkreślenia ich bliskich relacji nazywał go Alim Agą. Był w opozycji wobec pierwszego prezydenta Iranu Abol Hassana Bani-Sadra i przyczynił się do jego odejścia z urzędu. 27 czerwca 1981 został ciężko ranny w zamachu zorganizowanym najprawdopodobniej przez Ludowych Mudżahedinów. Po zamachu na trwałe stracił władzę w prawej ręce. Po śmierci Mohammeda Behesztiego w zamachu zorganizowanym przez tę samą organizację został sekretarzem generalnym Partii Republiki Islamskiej.

### Prezydent Iranu

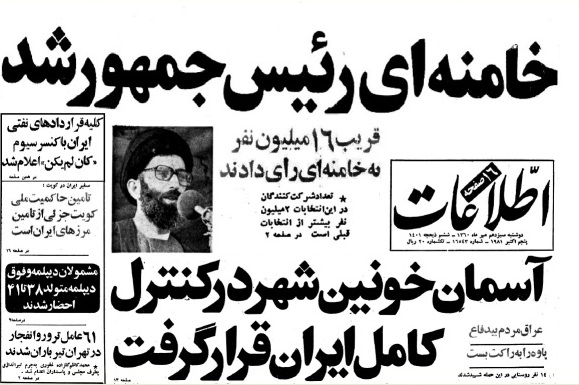
Informacja prasowa o wyborze Chameneiego na prezydenta Iranu

2 października 1981 został wybrany na prezydenta Iranu, uzyskując blisko 95% głosów. Przedstawił następnie kandydaturę Alego Akbara Welajatiego na stanowisko premiera kraju, jednak zawetował ją parlament. Zaakceptowany został drugi wskazany przez prezydenta kandydat – Mir-Hosejn Musawi. Chomejni, Chamenei i Musawi w zgodzie kierowali polityką irańską przez kolejne kilka lat. Chamenei związany był z konserwatywnym skrzydłem Partii Republiki Islamskiej.
W 1985 Ali Chamenei uzyskał reelekcję. Po tym wydarzeniu próbował doprowadzić do usunięcia Musawiego ze stanowiska premiera, jednak przeszkodził mu w tym Chomejni. Relacje między Chameneim i Musawim były od tego momentu złe. Widząc spory wewnętrzne w Partii Republiki Islamskiej, Chamenei razem z Alim Akbarem Haszemem Rafsandżanim przekonał ajatollaha Chomejniego do jej rozwiązania. W 1988 opowiadał się za zakończeniem wojny iracko-irańskiej, uznając, że wskutek poparcia zagranicznych mocarstw dla Iraku była ona dla Iranu niemożliwa do wygrania.
Ajatollah Chomejni początkowo wskazywał jako swojego następcę ajatollaha Alego Hosejna Montazeriego, jednak ostatecznie zmienił zdanie. Przed śmiercią sugerował, że życzy sobie, by Chamenei został kolejnym Najwyższym Przywódcą Islamskiej Republiki Iranu. Chamenei był wówczas za młody i nie posiadał stosownego tytułu ajatollaha (był jedynie chodżdżatoeslamem). W związku z tym podjęto prace nad zmianą konstytucji Iranu, jednak do śmierci Chomejniego nie ukończono ich. Mimo to w sierpniu 1989 Ali Chamenei został wybrany przez Zgromadzenie Ekspertów na nowego Najwyższego Przywódcę, natychmiast też otrzymał tytuł ajatollaha. Nowym prezydentem został natomiast blisko współpracujący z nim Rafsandżani.

### Najwyższy Przywódca Iranu

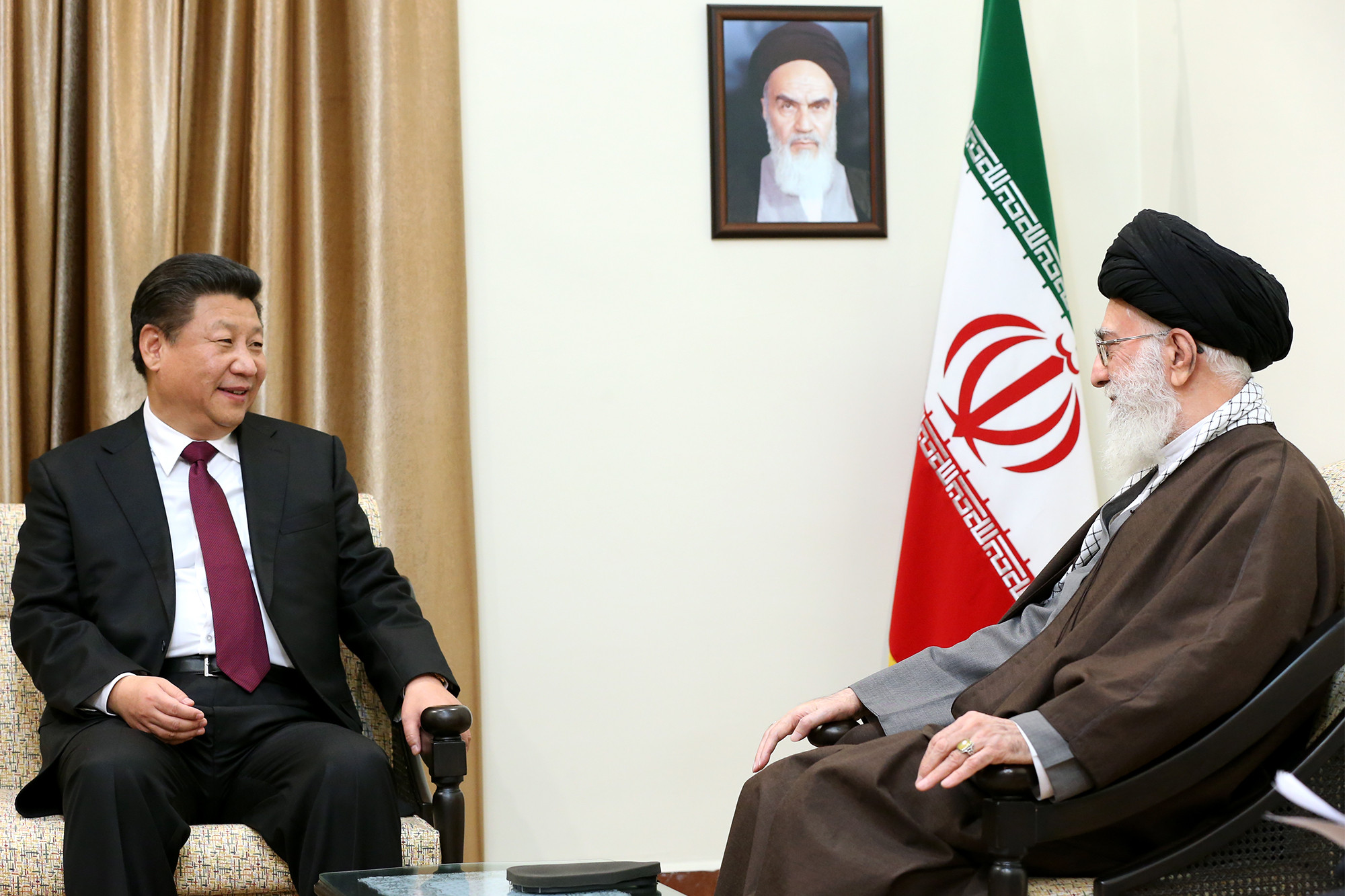
Xi Jinping i Ali Chamenei w Teheranie (2016)

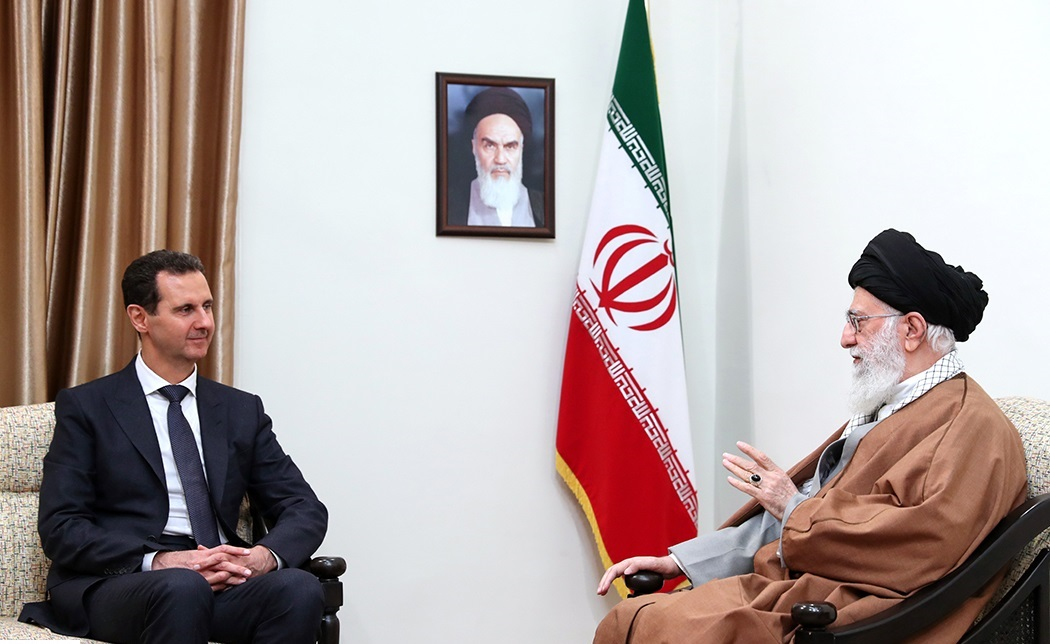
Baszszar al-Asad i Ali Chamenei w Teheranie (2019)

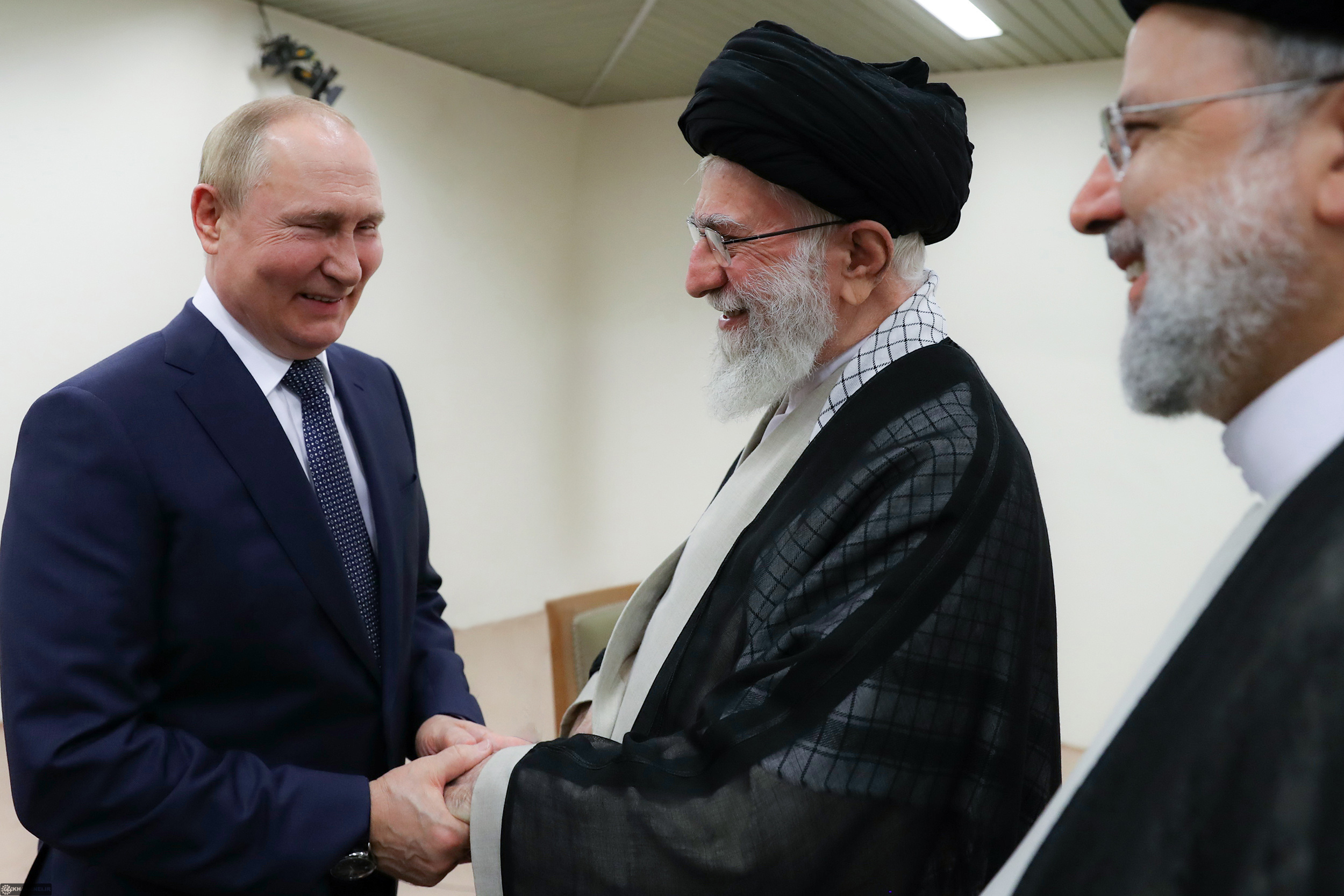
Władimir Putin i Ali Chamenei w Teheranie (2022)

Pozycja nowego Najwyższego Przywódcy była nieporównywalnie niższa od tej, którą cieszył się Ruhollah Chomejni. Mimo politycznej zręczności, jaką się wykazywał, nie potrafił odgrywać symbolicznej roli poprzednika i w pełni zintegrować wokół siebie różnych stronnictw politycznych.
Mimo wyboru na Najwyższego Przywódcę Ali Chamenei nie cieszył się całkowitym poparciem irańskiego duchowieństwa. Legitymizacja jego władzy była kwestionowana. Ajatollah próbował wzmacniać swój autorytet, włączając instytucje religijne w system aparatu władzy lub do sieci subwencjonowanych przez państwo fundacji i stowarzyszeń. Oznaczało to poważne ograniczenie niezależności duchownych wobec władzy centralnej. Na początku lat 90. prowadził kampanię przeciwko "agresji kulturalnej Zachodu". Według Thierry'ego Coville'a Chamenei nie był nigdy zwolennikiem rozwiązań siłowych, preferował "grę instytucjonalną", z pragmatycznych względów poparł otwarcie gospodarcze Iranu na świat, krytykował niektóre brutalne działania irańskich instytucji wojskowych i paramilitarnych (m.in. atak na protestujących studentów Uniwersytetu Teherańskiego w 1999).
Bardzo dobre relacje Najwyższego Przywódcy z prezydentem Rafsandżanim zaczęły psuć się już ok. 1993. W wymienionym roku Chamenei w liście otwartym zażądał od niego większego zainteresowania losem najuboższych i zredukowania zależności Iranu od zagranicznego importu, kredytów i handlu ropą naftową. W parlamencie rząd był krytykowany za nieudolność w odbudowie kraju ze zniszczeń wojennych.

#### Prezydentura Mohammada Chatamiego

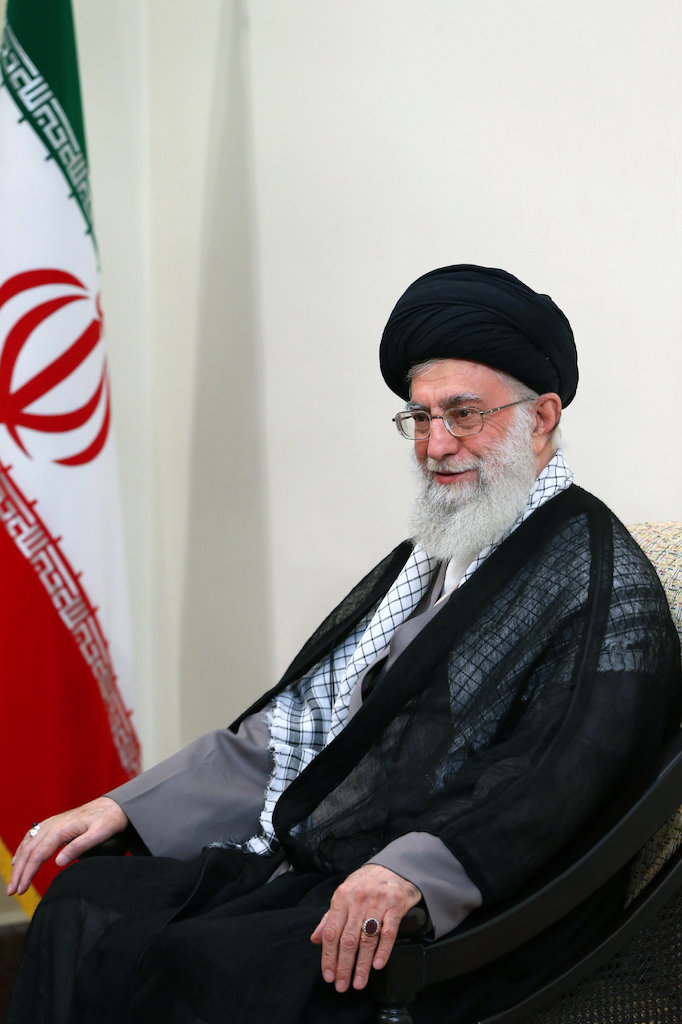

W 1997 prezydentem Iranu został Mohammad Chatami, który w wyborach prezydenckich startował pod hasłami demokratyzacji, państwa prawa i budowy prawdziwego społeczeństwa świeckiego. Stało się tak wbrew życzeniom Chameneiego, który popierał konserwatywnego kandydata Alego Akbara Nategh Nuriego. Trzy lata później zwolennicy reform odnieśli również sukces w wyborach do Zgromadzenia Ustawodawczego. Najwyższy Przywódca początkowo deklarował neutralność w sporze między reformatorami a konserwatystami, jednak w miarę umacniania się pozycji pierwszej frakcji coraz wyraźniej wspierał drugą. Rada Strażników oraz zdominowana przez konserwatystów Rada Ustalania Właściwego Porządku blokowały propozycje zmian w państwie zgłaszane przez reformatorów; Rada Strażników wetowała zarówno liberalizacyjne ustawy w dziedzinie gospodarki, jak i prawa zmierzające do liberalizacji systemu politycznego. Konserwatyści w walce politycznej wykorzystali kontrolowany przez siebie aparat sądowniczy, doprowadzając do zamknięcia ponad stu liberalnych czasopism i fali aresztowań dziennikarzy. Aresztowania dotknęły również bliskich współpracowników Chatamiego. Chatamiemu uniemożliwiono również przewartościowanie metod prowadzenia irańskiej polityki zagranicznej. Reformatorzy z kolei surowo krytykowali Najwyższego Przywódcę, twierdząc, że nie miał on legitymacji do sprawowania urzędu, jako że nie uzyskał tytułu ajatollaha w przyjęty w tradycji sposób. Równocześnie Chatami poszukiwał porozumienia i dialogu z Chameneim, co jednak nie dało rezultatów. W 2000 Chamenei zablokował prace nad nowym prawem prasowym zgłoszonym przez reformatorów. Brak sukcesów we wdrażaniu reform doprowadził do utraty przez Chatamiego poparcia, jakim początkowo się cieszył. Równocześnie na początku XXI w. w Iranie wielokrotnie wybuchały lokalne protesty, podczas których krytykowana była osoba Chameneiego i jego polityka.
W 2001 Ali Chamenei potępił atak na World Trade Center. Po rozpoczęciu w 2003 wojny w Iraku Ali Chamenei publicznie wyrażał zadowolenie z amerykańskiej interwencji przeciw Saddamowi Husajnowi.

#### Prezydentura Mahmuda Ahmadineżada
W 2005 kolejnym prezydentem Iranu został konserwatysta Mahmud Ahmadineżad, wspierany przez Najwyższego Przywódcę i Korpus Strażników Rewolucji Islamskiej. Jego relacje z Najwyższym Przywódcą również nie były jednak proste, oba ośrodki władzy w pierwszych latach silnie rywalizowały o wpływy. W październiku 2005 Chamenei nakazał Radzie Ustalania Właściwego Porządku kontrolowanie rządu, zaś rok później ogłosił, wbrew opinii prezydenta, że 80% irańskiej gospodarki powinno znaleźć się w rękach prywatnych. Według Michaela Axworthy'ego Ahmadineżad był gotów podporządkować się samemu Chameneiemu, jednak nie zamierzał w całości rezygnować z politycznej niezależności i ograniczyć się do wykonywania poleceń innych wpływowych konserwatystów.

Przed wyborami prezydenckimi w Iranie w 2009 Chamenei udzielał zdecydowanego poparcia Ahmadineżadowi. Natychmiast po ogłoszeniu pierwszych wyników głosowania nazwał zwycięstwo urzędującego prezydenta "sądem boskim". Reformatorzy oskarżyli następnie rząd Iranu o sfałszowanie wyborów; doszło do masowych protestów, których uczestnicy atakowali również Najwyższego Przywódcę.
15 sierpnia 2012 roku przywódca duchowy Iranu zapowiedział, że Izrael „zniknie z pejzażu” regionu. Nie dystansował się również od licznych antyizraelskich i antysemickich wypowiedzi prezydenta Ahmadineżada, chociaż dochodziło między nimi do publicznych sporów w innych kwestiach.

#### Prezydentura Hasana Rouhaniego

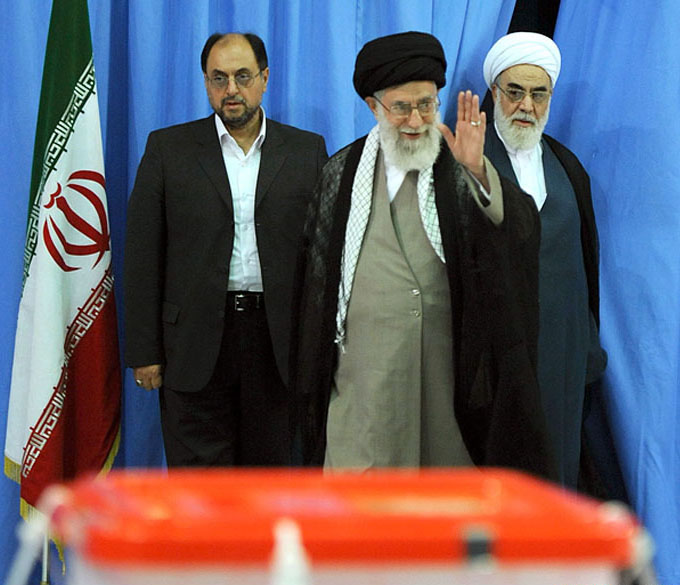
Ali Chamenei głosuje w wyborach prezydenckich w Iranie w 2013

Ali Chamenei wyraził w październiku 2015 "warunkowe" poparcie dla porozumienia w sprawie irańskiego programu nuklearnego, zastrzegając jednak, że nie wyraża zgody na dalsze zacieśnianie relacji z państwami Europy Zachodniej i ze Stanami Zjednoczonymi. Stwierdził również, że Iran wycofa się z porozumienia natychmiast, jeśli sygnatariusze traktatu nałożą na Teheran nowe sankcje.

## Życie prywatne
Chamenei w 1964 roku zawarł związek małżeński z Mansoureh Khojasteh Bagherzadeh (ur. 1947). Mają sześcioro dzieci, w tym czterech synów: Mustafę (ur. 1965), Mujtaba (ur. 1969); Masouda (ur. 1974); Maithama (ur. 1978) i dwie córki: Boshrę (ur. 1980) oraz Hodę (ur. 1981).